# Hoplocorypha punctata
Hoplocorypha punctata är en bönsyrseart som beskrevs av Giglio-tos 1916. Hoplocorypha punctata ingår i släktet Hoplocorypha och familjen Thespidae. Inga underarter finns listade i Catalogue of Life.